# Aleksandar Atanacković
Aleksandar Atanacković (født 29. april 1920 i Beograd, død 12. marts 2005 smst.) var en jugoslavisk (serbisk) fodboldspiller, som deltog i de olympiske lege 1948 i London.

## Fodboldkarriere

### Klubkarriere
Atanacković var midtbanespiller og spillede indledningsvis for klubben SK Jugoslavija, inden han resten af sin karriere spillede for Partizan Beograd (1946-1954).

### Landsholdskarriere
Atanacković debuterede for Jugoslavien i en venskabskamp 29. september 1946 mod Tjekkoslovakiet, som jugoslaverne vandt 4-2. Han nåede yderligere syv kampe, inden han kom med holdet til OL 1948. Efter sejre over Luxembourg og Tyrkiet spillede jugoslaverne mod hjemmeholdet fra Storbritannien i semifinalen og vandt 3-1, hvilket betød finale mod Sverige. Her blev det til nederlag på 1-3, så svenskerne fik guld, jugoslaverne sølv og Danmark bronze efter sejr over Storbritannien i kampen om tredjepladsen. Atanacković spillede alle kampene for sit hold ved legene. Han spillede yderligere tre landskampe og nåede i alt 15 kampe, hvor han scorede ét mål. Det skete i hans sidste landskamp ude mod Norge, som jugoslaverne vandt 4-0 11. juni 1950.